# Parque Nacional do Grande Himalaia
O Parque Nacional do Grande Himalaia (GHNP) é o mais recente dos novos parques nacionais da Índia, localizado na região de Kullu, no estado de Himachal Pradesh.
O parque foi fundado em 1984 e cobre uma área de 1171 km2, entre as altitudes 1500 m e 6000 m. É habitat de mais de 375 espécies de fauna, sendo 31 mamíferos, 181 aves, 3 répteis, 9 anfíbios, 11 anelídeos, 17 moluscos e 127 insetos. Esta biodiversidade é protegida por normas do Wildlife Protection Act de 1972, que proíbe a caça. Tem ainda uma grande variedade de flora.
O parque é de grande importância para a conservação no noroeste do Himalaia. Apesar da sua posição remota tem muitos dos problemas que têm afetado os ecossistemas naturais de outras partes da Índia. A presença de ecossistemas temperados e alpinos numa área geograficamente compacta faz com que o GHNP seja a unidade de conservação mais significativa e maior no Himalaia Ocidental. 
A área do parque propriamente dita é de 754,4 km², mas se se somar a área de projeto de ecodesenvolvimento (EPA) de 326,6 km² apresenta 1171 km² no total. A EPA é uma zona-tampão de 5 km de raio em redor da zona central e inclui 120 pequenas aldeias, com 1600 casas e cerca de 16000 habitantes.
Está catalogado pela IUCN como parque de categoria II.

## UNESCO
Na reunião anual do comité de avaliação do património mundial da UNESCO realizada em junho de 2013 no Camboja foi analisada a sua candidatura à inclusão na lista de Património Mundial classificado.
O Parque Nacional do Grande Himalaia foi incluído na lista de patrimônio Mundial da UNESCO por "ser uma área de proteção florestal e alpina. A biodiversidade Himalaia inclui 25 tipos de floresta com uma fauna rica, contando com muitas espécies ameaçadas, o que dá ao local um significado impressionante devido a sua conservação."